# HaDerech HaSchlischit
HaDerech HaSchlischit (hebräisch הַדֶּרֶךְ הַשְּׁלִישִׁית ‚der dritte Weg‘) war eine politische Partei in Israel. Sie wurde am 7. März 1996 gegründet, als Avigdor Kahalani und Emanuel Zisman die ʿAvodah verließen. Sie protestierten damit gegen den Vorschlag eines Rückzugs aus den seit dem Sechstagekrieg besetzten Golanhöhen, um im Gegenzug Frieden mit Syrien zu erreichen. Bei den Wahlen von 1996 erhielt sie 96.457 Stimmen und damit vier Sitze. Sie nahm an der Regierungskoalition teil, wobei Kahalani Minister für Innere Sicherheit wurde. Bei den Wahlen 1999 erhielt die Partei lediglich 26.290 Stimmen (0,7 %) und blieb damit unter den für einen Einzug in die Knesset erforderlichen 1,5 %.